# ROLZ
ROLZ (от англ. Reduced Offset LZ — алгоритм Лемпела-Зива с сокращёнными смещениями) — словарный алгоритм сжатия данных, близкий к LZ77, но использующий некоторые контекстные приёмы для уменьшения числа активных смещений. Само понятие ROLZ впервые ввёл Malcolm Taylor в своём архиваторе RK в 1999 году и данный алгоритм является одним из наиболее современных подходов к построению быстрых эффективных алгоритмов сжатия.
В стандартном LZ77 совпадения кодируются парой:
- длина совпадения (англ. match length)
- смещение (англ. offset) или дистанция (англ. distance)

Проблема этой схемы в том, что при кодировании имеется избыточность. Например, при размере словаря в 4 Кбайт имеется 4096 вариантов смещения. Понятно, что большинство смещений не будет использовано, и если из 4096 вариантов используется, например, только 512, то для кодирования смещения достаточно 9 бит вместо 12 (сокращение на 25 %).

## Варианты алгоритма
Многими авторами предпринималась попытка сократить возможные значения смещений, среди них можно отметить:

### LZFG-C2
Авторы: Edward R. Fiala, Daniel H. Greene, 1989 год.
Совпадения кодируются не парой [длина, смещение], а специальным индексом, соответствующим определённой строке в словаре. Иными словами, одинаковые фразы имеют одинаковый индекс, за счёт чего и обеспечивается экономное кодирование совпадений.

### LZRW4
Автор: Ross Williams, 1991 год.
По сути LZRW4 аналогичен ROLZ. Хотя автором и не предпринималось создание полноценной программы, в приведённом демонстрационном компрессоре можно видеть схему ROLZ в её черновом варианте.

### LZP1-LZP4
Автор: Charles Bloom, 1995 год.
LZP — алгоритм словарного сжатия, который при кодировании совпадения обходится без смещений вовсе. Это возможно благодаря тому, что смещения относительно текущего контекста запоминаются в специальной таблице и компрессор с декомпрессором оперируют этой таблицей одинаковым образом.

### LZ77-PM
Авторы: Dzung T. Hoang, Philip M. Long, Jeffrey Scott Vitter, 1995 год.
Этот алгоритм похож на ROLZ, с тем отличием, что для сокращения активных смещений используются контексты переменной длины вместо контекстов фиксированного порядка.

### RK ROLZ
По описанию автора этот алгоритм представляет собой быстрый алгоритм Лемпела-Зива с большим словарём, который способен охватывать большие дистанции в словаре одновременно быстро и эффективно.
Следует отметить, что RK является коммерческим архиватором с закрытым исходным кодом и многие детали использованных алгоритмов не были раскрыты. Но благодаря отдельным людям тайна была приоткрыта и даже было написано несколько бесплатных программ на данном алгоритме сжатия.
Итак, для сокращения активных смещений используется контекст фиксированного порядка. В оригинале это контекст первого порядка (т.е. один символ, предшествующий текущему символу), также возможно использование других контекстов - скажем, контекста второго порядка (два символа, предшествующих текущему) и т. д.
Вместо того, чтобы искать совпадения для всех смещений в словаре, ограничимся поиском только от тех смещений, перед которыми присутствовал текущий контекст. В простейшем случае можно использовать некую таблицу смещений:
```
// найдём самое длинное совпадение

 

context
 
=
 
buf
[
position
 
-
 
1
];
 
// текущий контекст первого порядка

 

max_match
 
=
 
0
;
 
// длина совпадения для кодирования

index
 
=
 
0
;
 
// индекс совпадения (match index)

   

for
 
(
i
 
=
 
0
;
 
i
 
<
 
TAB_SIZE
;
 
i
++
)
 
{
 
// для каждого сохранённого смещения в таблице для данного контекста

  
offset
 
=
 
tab
[
context
][
i
];
 
// найдем смещение

 

  
match_length
 
=
 
get_match
(
offset
);
 
// найдем длину совпадения

 

  
if
 
(
match_length
 
>
 
max_match
)
 
{
 
// найдено более длинное совпадение 

    
max_match
 
=
 
match_length
;

    
index
 
=
 
i
;
 
// сохраним индекс 

  
}

}

 

// обновим таблицу

 

for
 
(
i
 
=
 
TAB_SIZE
 
-
 
1
;
 
i
 
>
 
0
;
 
i
--
)
 
// сначала сдвинем все смещения вверх, удалив самое старое

  
tab
[
context
][
i
]
 
=
 
tab
[
context
][
i
 
-
 
1
];

   

tab
[
context
][
0
]
 
=
 
position
;
 
// затем добавим текущее смещение 

 

// закодируем литерал или совпадение

 

if
 
(
max_match
 
>=
 
MIN_MATCH
)
 
{
 

  
encode_match_length
(
max_match
);
 
// закодируем длину совпадения

  
encode_match_index
(
index
);
 
// закодируем индекс совпадения

  
position
 
+=
 
max_match
;

}

else
 
{
 
// совпадения нужной длины не найдено

  
encode_literal
(
buf
[
position
]);
 
// закодируем литерал

  
position
++
;

}

```

Это простейший способ. На практике перебор, скажем, 1024 смещений на каждом шаге может занять слишком много времени. Для ускорения поиска может быть использовано хеширование и различные структуры для быстрого поиска, применяемые в широко распространённых реализациях алгоритмов семейства LZ77.
В оригинальном ROLZ литералы кодируются с использованием контекстной модели первого порядка и это не случайно. Дело в том, что данная схема кодирует большее число литералов, если сравнивать со стандартным LZ77, так как очень короткие совпадения будут просто не тронуты ROLZ схемой. Например, при использовании контекста первого порядка и при минимальной длине совпадения в три символа актуальная длина минимального совпадения будет равна четырём (1 (контекст) + 3 (минимальная длина совпадения) = 4). Контекстная модель первого порядка или более сложная модель PPM 1-0 при кодировании литералов способна компенсировать данный недостаток алгоритма.

### ROLZ2-ROLZ3
Автор: Malcolm Taylor, 2005 год.
Эти алгоритмы представляют собой дальнейшее развитие ROLZ:
- ROLZ2 — был разработан с целью обеспечения максимальной скорости распаковки.
- ROLZ3 — для максимального сжатия, при незначительной потере в скорости распаковки.

Оба алгоритма для сокращения активных смещений используют контекст первого порядка, также они способны использовать таблицу размером до 32 000 смещений для каждого контекста.
- ROLZ2 для кодирования литералов использует простую и быструю модель первого порядка.
- ROLZ3 использует более сложную CM (Context Mixing) модель второго порядка.

Но главной отличительной особенностью этих алгоритмов является использование оптимального разбора при кодировании. Динамическое программирование (Dynamic Programming) — приём, применяемый здесь, способен просчитывать оптимальную последовательность литералов/совпадений на много шагов вперёд, учитывая при выборе реальную стоимость кодирования литерала или совпадения.